# Citorreducción
En medicina, la citorreducción, también llamada cirugía citorreductora o citorreducción tumoral, es un procedimiento quirúrgico para tratar el cáncer en algunas localizaciones, se aplica sobre todo para aquellos tumores que se originan en el abdomen y se han diseminado a través del peritoneo (carcinomatosis peritoneal). Consiste en extraer mediante cirugía la mayor cantidad posible de tejido maligno, lo cual incluye todos los nódulos de cancerosos que por su tamaño resultan visibles.  La cirugiá citorreductora no pretende la extirpación completa del cáncer ni curar el mal por sí misma, pero tiene importantes ventajas como tratamiento, entre ellas mejorar la calidad de vida del paciente y los síntomas que presenta, aumentar las expectativas de vida y permitir a  otros tratamientos como la quimioterapia mejorar su eficacia. Con mucha frecuencia tras la citorreducción se aplica la quimioterapia intraperitoneal o la quimioterapia intraperitoneal hipertérmica.

## Aplicaciones
La citorreducción se aplica en el tratamiento de diferentes tipos de cáncer, sobre todo aquellos que se han diseminado y por lo tanto no es posible realizar la extirpación completa del tumor maligno. Es uno de los procedimientos recomendados para tratar el cáncer de ovario cuando se ha extendido al peritoneo.